# Afrolimnophila abyssinica
Afrolimnophila abyssinica är en tvåvingeart som först beskrevs av Alexander 1920.  Afrolimnophila abyssinica ingår i släktet Afrolimnophila och familjen småharkrankar.
Artens utbredningsområde är Etiopien. Inga underarter finns listade i Catalogue of Life.